# أنديرت-أيه-كوندون (آن)
أنديرت-أيه-كوندون (بالفرنسية: Andert-et-Condon) هي بلدية فرنسية تقع في إقليم آن في فرنسا. رمز إنسي لها هو:1009. أما الرمز البريدي لها فهو: 1300.